# Biskupice (powiat toruński)
Biskupice  (niem. Biskupitz, w latach 1939–1945: Bischfeld) – wieś w Polsce położona w województwie kujawsko-pomorskim, w powiecie toruńskim, w gminie Łubianka.
Według Narodowego Spisu Powszechnego (III 2011 r.) liczyła 484 mieszkańców. Jest piątą co do wielkości miejscowością gminy Łubianka.

## Historia

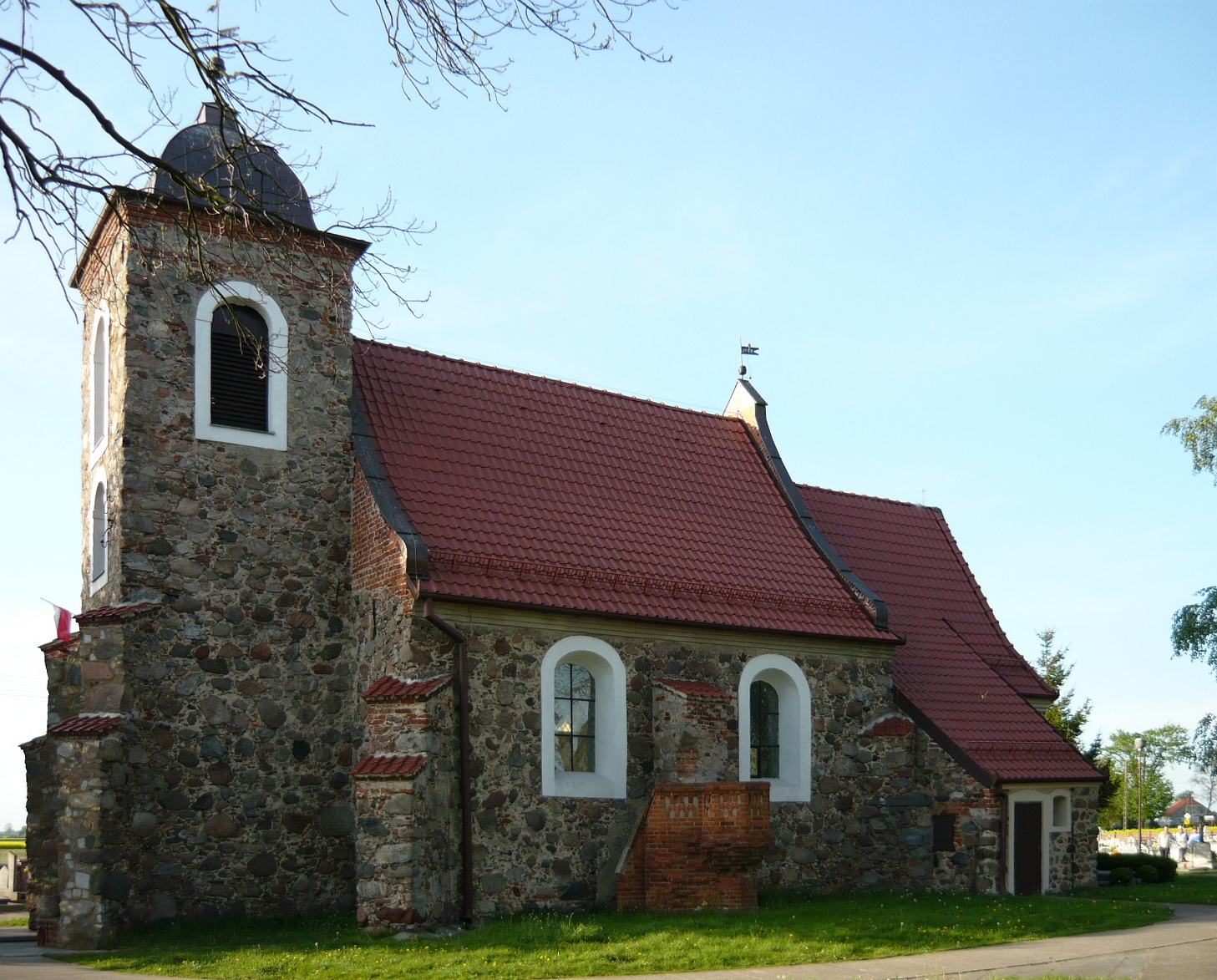
Kościół pw. św. Marii Magdaleny

Wieś wzmiankowana już w 1251 r. Występuje pod nazwami: Arnoldisdorp, Arnoldsdorf, Arnoldivilla oraz Arnsdorff i stanowi terytorium biskupstwa chełmińskiego. W 1440 r. Hans Jungehorn z Arnsdorf z okręgu bierzgłowskiego wymieniony jest wśród rycerstwa ziemi chełmińskiej. W 1553 r. kapituła chełmińska nadaje 3 łany sołtysowi Jakubowi płockiemu w opustoszałej wsi Biskupice. W 1570 r. wieś stanowi własność kapituły chełmińskiej i składa się z 23 łanów, 10 chłopów, 1 zagrodnika, 3 komorników i karczmy. Do 1772 r. folwark pozostaje własnością kapituły w Chełmży. Przez ponad 500 lat wieś pozostawała pod zarządem osób duchownych. W 1880 r. wieś i folwark Biskupice, (niem. Biskupitz) należą do powiatu toruńskiego ze stolicą w Chełmży. W 1903 r. właścicielami majątku zostali pochodzący ze Szczecina - Hilmar von Wuthenau oraz prezydent policji w Szczecinie – Goerlitz, a w 1913 r. Prusko-Królewska Komisja Osiedleńcza dla Prus Zachodnich i Poznańskiego z Poznania. Komisja zajmowała się osadnictwem niemieckim na przejętym przez siebie obszarze. W latach 1913–1919 majątek Biskupice (Biskupitz Gut) w imieniu Komisji Osiedleńczej administrował państwowy zarządca majątku, Fritz Weise. Po zakończeniu I wojny światowej i podpisaniu traktatu wersalskiego majątek przeszedł w 1921 r. na rzecz Skarbu Państwa Polskiego, które było prawnym spadkobiercą państwa pruskiego. Majątek podczas przejęcia miał 609,9 ha powierzchni i dawał czysty dochód z gruntu 2851 talarów. Skarb Państwa przekazał swe prawa na rzecz Okręgowego Urzędu Ziemskiego. Dzierżawcą w jego imieniu był administrator – rządca Maciejewski, następnie włodarz Franciszek Łubecki i kapitan Franciszek Socha Paprocki pochodzący z Racławic. W 1922 r. nastąpiła pierwsza parcelacja majątku, a w 1924 r. kolejna. W okresie międzywojennym w majątku w Biskupicach bywało wiele znamienitych osobistości: generał Józef Haller, płk Norwid Neugenbauer – Inspektor Armii na Okręg Pomorski, a także ojciec Mikołaja Reya, niedawnego ambasadora USA w Polsce. W czasie II wojny światowej (1939-1945), wieś nosiła nazwę Bischfeld, a zarządcą resztówki majątku był Niemiec polskiego pochodzenia o nazwisku Born (zmienionym z nazwiska Borkowski). W tym czasie hitlerowcy skonfiskowali 68 polskim gospodarzom ich własne gospodarstwa. Według spisu z 1943 r. powierzchnia gminy wiejskiej wynosiła 926,55 ha; było 114 gospodarstw, w których mieszkało 585 mieszkańców. Wieś należała do obwodu urzędowego (Amtsbezirke) i pocztowego – Łubianka (Luben). Po wojnie majątek stał się ponownie własnością Skarbu Państwa Polskiego.
W latach 1954–1961 wieś należała i była siedzibą władz gromady Biskupice, po jej zniesieniu w gromadzie Łubianka. W latach 1975–1998 miejscowość należała administracyjnie do województwa toruńskiego.

## Zabytki
- Kościół parafialny św. Marii Magdaleny zbudowany w latach 1760–1764 na miejscu poprzedniego wzmiankowanego w XIV w., murowany z kamienia polnego, jednonawowy z prezbiterium zamkniętym trójbocznie i wieżą od zachodu. Ołtarz główny z 1. połowy XIX w., pozostałe wyposażenie głównie barokowe z XVIII w. (ambona, chrzcielnica, feretrony). Na zewnątrz kościoła granitowa kropielnica, dawniej wsparta na ceglanych elementach pochodzących z portalu katedry w Chełmży bądź z Zamku Bierzgłowskiego, które obecnie zostały przeniesione do Muzeum Diecezjalnego w Toruniu
- Park z XIX w. o pow. około 1,5 ha. Zaniedbany z licznymi okazami starodrzewu.
- Dworek parterowy z XIX w., murowany z cegły i otynkowany. W osi wejściowej nieznaczny ryzalit zwieńczony falistym szczytem. Wejście poprzedza skromny portyk czterokolumnowy podtrzymujący balkon.
- Szkoła i budynek gospodarczy przy szkole, murowany z 1898 r.
- Plebania, murowana z 4. ćwierci XIX w.[4]